# Nothybus lineifer
Nothybus lineifer är en tvåvingeart som beskrevs av Günther Enderlein 1922. Nothybus lineifer ingår i släktet Nothybus och familjen Nothybidae. Inga underarter finns listade i Catalogue of Life.